# John Ion Banu
John Ion Banu Muscel (n. 8 iulie 1960, Roman, Neamț, România) este un politician român și om de afaceri american, membru al Partidul Națiunea Română (PNRo). A candidat pentru funcția de președinte al României în cadrul alegerilor prezidențiale din 2019. În iunie 2024, acesta și-a anunțat candidatura pentru alegerile prezidențiale din 2024, dar s-a retras pe parcurs, iar alegerile au fost anulate ulterior. De asemenea, John Ion Banu este validat să candideze și la alegerile prezidențiale din 2025.

## Tinerețea și cariera
Ion Banu a crescut în România comunistă, lângă Câmpulung Muscel, județul Argeș. Ulterior, s-a mutat la București, unde și-a definitivat studiile. În 1985 a emigrat în Statele Unite ale Americii (SUA) unde și-a luat numele de „John”. Ulterior, a adăugat Muscel la numele său ca un omagiu pentru locurile în care a copilărit.

## Romanian-American League
Aflat în Statele Unite ale Americii (SUA), John Banu a creat Romanian-American League (Liga Româno-Americană), o asociație care a devenit cea mai puternică organizație românească din statul Florida.

## Activitatea politică
În 2017, John Banu, împreună cu un comitet de inițiativă, a înregistrat Partidul Națiunea Română (PNRo) cu scopul de a aduce o balanță viabilă în spațiul politic românesc. John Ion Banu consideră că puterea Partidului Națiunea Română (PNRo) se află în calitatea membrilor sǎi și nu în cantitate.

### Candidatura la alegerile prezidențiale din 2019
La data de 6 iunie 2019, John Ion Banu și-a anunțat intenția de a candida pentru funcția de președinte al României în 2019. La data de 15 iunie 2024, John Ion Banu Muscel și-a anunțat intenția de a candida din nou pentru funcția de președinte al României în cadrul alegerilor prezidențiale din același an.

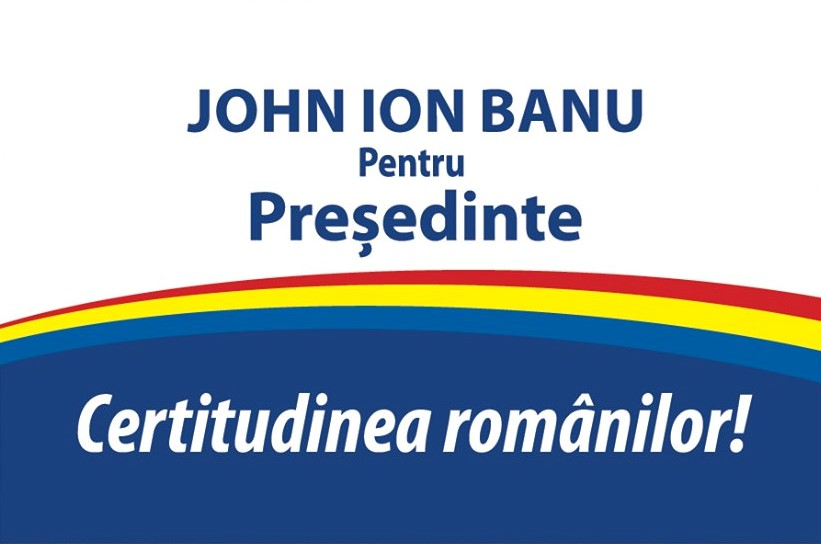
Banner electoral al lui John Ion Banu pentru alegerile prezidențiale din 2019 din România

## Opinii
În 2017 pleda pentru pedeapsa cu moartea pentru marii corupți și dreptul de a deține arme al românilor. Pedeapsa la moarte nefiind în coordonanță cu Carta Drepturilor Fundamentale a Uniunii Europene.